# トリアス (ショッピングセンター)
トリアス（TORIUS）は、福岡県糟屋郡久山町大字山田にあるショッピングモールである。
1999年（平成11年）4月23日にトリアス久山の名称で開業。2006年（平成18年）4月に現名称へ変更となった。

## 概要
久山町の西部に立地する。敷地面積274,000 m2、建物面積約99,385 m2 、店舗数約160店。東西の幅は約1 km 、南北の幅は約500 m ある。敷地は県道35号線を挟み同県道の東側と西側にあり、東西間には県道35号線をまたぐ2本のオーバーブリッジが架けられている。
開店以来、株式会社トリアスが運営を行ってきたが、証券化など経営形態などの変化があり、2011年（平成23年）以降は大阪市に本社を置く株式会社ケーファが運営していたが、その後米ブラックストーン・グループを経て2022年（令和4年）より福岡市に本社がある株式会社北山興産が運営している。

## 主な店舗・施設
- コストコ久山倉庫店 - 当施設の開業と同時にオープン[1]。日本初出店[1]。
- ホームプラザナフコトリアス久山店
- ユナイテッド・シネマ トリアス久山 - 2013年（平成25年）3月1日に開館したシネマコンプレックス[5]。
- トリアスふれあい動物園 - 長崎バイオパークの運営会社が運営するミニ動物園。

## 過去の主な店舗

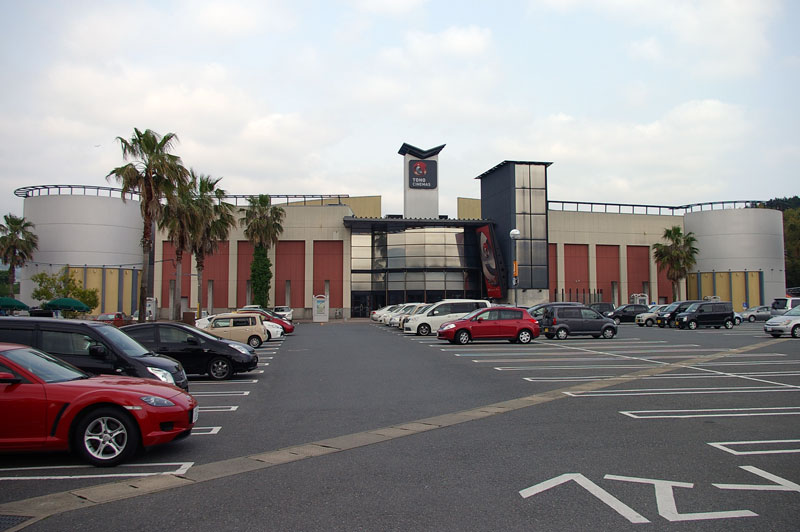
TOHOシネマズ時代の外観

- TOHOシネマズトリアス久山 
当施設の開業と同時にヴァージンシネマズの名称で開館（ヴァージンシネマズ日本初出店）[1]。2012年8月31日に閉館。なお、翌年には上記の「ユナイテッド・シネマトリアス久山」が居抜き出店している[6][7]。
なお、糟屋郡久山町はヴァージンシネマズ以前に映画館が一つも存在しておらず[8]、久山町民は主に福岡市内まで映画鑑賞に足を運ばなければならない状況であった[注 2]。
- ビアードパパの作りたて工房トリアス久山店 - 「ビアードパパの作りたて工房」の1号店[9]。
- オートハローズトリアス久山店
- ナフコTWO-ONE STYLEトリアス久山店

## 営業時間
- 10:00 - 20:00（7月・8月・12月は10:00 - 21:00）：主にモール内の店舗の営業時間。

※ただし、営業時間が異なる店舗が多いので、個別の店舗の営業時間については公式サイト等で確認のこと。

## 交通
上述のように敷地の間を通る県道35号線から出入り可能である（県道21号線との交差点である深井交差点から北に約2km、九州自動車道福岡インターチェンジから北に約4km）。北側の県道546号線からも出入り可能。
敷地内にトリアス久山バス停があり、福岡市方面への西鉄バスと久山町内を巡回するコミュニティバス「イコバス」との乗り継ぎ拠点となっている。このバス停が設置されるまでは古賀橋トリアス前が最寄りとなっていたが、イコバスは元々からトリアス敷地内のダイソー前および生鮮市場前にバス停に乗り入れていた。